# Hércules no Eta

Hércules no Eta (Hercules Oeteaus) é uma tragédia escrita pelo tragediógrafo e filósofo estoico romano Lúcio Aneu Sêneca. Sua autoria foi muito debatida mas atualmente dada como certa.

## Traduções e estudos em língua portuguesa
Há uma tradução e estudo feita por José Geraldo Heleno em 2006